# Israel na Universíada de Verão de 2021
Israel participou da Universíada de Verão de 2021, que aconteceu em Chengdu, na China, entre 28 de julho e 8 de agosto de 2023.
A delegação teve cinco atletas masculinos em duas modalidades olímpicas.

## Competidores
Estas foram as modalidades e atletas que disputaram a edição:
| Esporte   | Masculino | Feminino | Total |
| --------- | --------- | -------- | ----- |
| Atletismo | 1         | 0        | 1     |
| Esgrima   | 4         | 0        | 4     |
| Total     | 5         | 0        | 5     |

## Desempenho

### Atletismo
Masculino
Provas de campo
| Atleta         | Evento             | Primeira fase | Primeira fase | Semifinal | Semifinal | Final       | Final       | Ref.  |
| Atleta         | Evento             | Resultado     | Pos.          | Resultado | Pos.      | Resultado   | Pos.        | Ref.  |
| -------------- | ------------------ | ------------- | ------------- | --------- | --------- | ----------- | ----------- | ----- |
| Ishay Ifraimov | Salto em distância | 7.42          | 15            | —         | —         | Não avançou | Não avançou | [ 3 ] |

### Esgrima
Masculino
Individual
| Atleta            | Evento  | Fase de grupo | Fase de grupo | Fase de 128           | Fase de 64             | Fase de 32           | Oitavas de final     | Quartas de final     | Semifinais           | Final                | Pos.        | Ref.                    |
| Atleta            | Evento  | Adversário e resultado                                                                                                   | Pos.          | Adversário resultado  | Adversário resultado   | Adversário resultado | Adversário resultado | Adversário resultado | Adversário resultado | Adversário resultado | Pos.        | Ref.                    |
| ----------------- | ------- | --- | ------------- | --------------------- | ---------------------- | -------------------- | -------------------- | -------------------- | -------------------- | -------------------- | ----------- | ----------------------- |
| Niran Czuckermann | Florete | USA C. Sampson D 4–5 KOR Youn J. D 2–5 HKG Cheung L. D 4–5 POL M. Kozak D 4–5 SGP Chua X. D 3–5 CHN Fei X. V 5–4         | 54            | Não avançou           | Não avançou            | Não avançou          | Não avançou          | Não avançou          | Não avançou          | Não avançou          | Não avançou | [ 4 ] [ 5 ]             |
| Roy Gross         | Florete | USA E. Xiao D 0–5 HUN E. Korom D 4–5 ITA D. Filippi D 4–5 HKG L. Ng V 5–3 NED A. Zoons D 4–5 POL J. Jurkiewicz D 3–5     | 55            | Não avançou           | Não avançou            | Não avançou          | Não avançou          | Não avançou          | Não avançou          | Não avançou          | Não avançou | [ 4 ] [ 5 ]             |
| Yaakov Rapoport   | Florete | HKG R. Choi D 3–5 JPN K. Kawamura V 5–1 ITA G. Lombardi D 2–5 CHN Huang M. D 0–5 IND T. Nandeibam V 5–1 KOR Seo M. D 0–5 | 50 Q          | USA E. Xiao V 15–9    | HUN A. Mihályi D 14–15 | Não avançou          | Não avançou          | Não avançou          | Não avançou          | Não avançou          | Não avançou | [ 4 ] [ 5 ] [ 6 ] [ 7 ] |
| Roey Rosenfeld    | Florete | FRA T. Bibard V 5–3 BEL S. De Greef D 1–5 MAC Ng K. V 5–1 SGP Lock H. V 5–3 USA J. Zhao D 0–5 UZB I. Molina D 4–5        | 39 Q          | HUN A. Benyus D 14–15 | Não avançou            | Não avançou          | Não avançou          | Não avançou          | Não avançou          | Não avançou          | Não avançou | [ 4 ] [ 5 ] [ 8 ]       |

Equipe
| Atleta                                                     | Evento  | Fase de 32           | Oitavas de final     | Quartas de final     | Semifinais           | Final                | Pos.        | Ref.  |
| Atleta                                                     | Evento  | Adversário resultado | Adversário resultado | Adversário resultado | Adversário resultado | Adversário resultado | Pos.        | Ref.  |
| ---------------------------------------------------------- | ------- | -------------------- | -------------------- | -------------------- | -------------------- | -------------------- | ----------- | ----- |
| Niran Czuckermann Roy Gross Yaakov Rapoport Roey Rosenfeld | Florete | Japão (JPN) D 27–45  | Não avançou          | Não avançou          | Não avançou          | Não avançou          | Não avançou | [ 9 ] |